# Holiday Soul (Bobby Timmons)
Holiday Soul è un album di Bobby Timmons, pubblicato dalla Prestige Records nel 1965. Il disco fu registrato il 24 novembre del 1964 al "Rudy Van Gelder Studio" a Englewood Cliffs, New Jersey (Stati Uniti).

## Tracce
Lato A
1. Deck the Halls – 3:10 (Brano tradizionale)
2. White Christmas – 7:00 (Irving Berlin)
3. The Christmas Song – 5:15 (Mel Tormé, Robert Wells)
4. Auld Lang Syne – 4:35 (Brano tradizionale)

Lato B
1. Santa Claus Is Coming to Town – 6:00 (J. Fred Coots, Haven Gillespie)
2. Winter Wonderland – 5:30 (Felix Bernard, Dick Smith)
3. We Three Kings – 5:00 (John Henry Hopkins, Jr.)
4. You're All I Want for Christmas – 5:00 (Seger Ellis, Glen T. Moore)

## Musicisti
- Bobby Timmons  - pianoforte
- Butch Warren  - contrabbasso
- Walter Perkins  - batteria